# Lijst van diskjockeys op Kink FM
Dit is een lijst met de huidige diskjockeys op het Nederlandse commerciële radiostation Kink FM.
- Arthur Albracht
- Roy Avni
- Martijn Biemans
- Def P.
- Dr. Black Music Specialist
- Mark Frieswijk
- Maartje Glas
- Arjen Grolleman
- René Harks
- Frank van 't Hof
- Henk Kanning
- Nando Kok
- Jan Douwe Kroeske
- Jasper Leegwater
- Alfred van Luttikhuizen
- Sjoerd Marbus
- Metal Mike
- Martijn Oldenhave
- Peter Meerveld
- Mark van der Molen
- Bastiaan Nagtegaal
- Bob Rusche
- Samiro
- Leon Verdonschot
- Erwin Vogel
- Metha de Vos
- Ingrid Pérez